# Zala Béla
Zala Béla (Arad, 1898. december 5. – Arad, 1972. március 31.) aradi magyar lapszerkesztő, előadóművész.

## Életútja
Középiskoláit szülővárosában végezte, 1918–20 között Budapesten a Színművészeti Akadémiát látogatta. Aradra hazatérve a két világháború között szavalóművészként tevékenykedett. Személyes barátság fűzte Franyó Zoltánhoz; 1925-ben az általa szerkesztett Genius, 1926-ban Szántó György lapja, a Periszkop igazgatója; 1927-ben a rövid életű aradi Literatura felelős szerkesztője. Baloldali beállítottságáról volt ismert, az illegális kommunista párttal is szimpatizált. 1950-től haláláig az Arad Megyei Múzeum igazgatója volt.
Előadóművészként fellépett Erdély számos városában, de Magyarországon, Csehszlovákiában is. Elsősorban Petőfi Sándor, Ady Endre, Babits Mihály, a világirodalomból Edgar Allan Poe, Karl Otten, Rainer Maria Rilke, Émile Verhaeren, stb. verseit tolmácsolta, többször Tessitori Nórával együtt lépett fel. Az ember tragédiája kamara-előadásán Lucifer szerepét alakította.